# Basiliskos
Basiliskos nebo také Flavius Basiliscus byl uzurpátor východořímského trůnu v letech
475–476.
Byl konzulem pro rok 465 a velel neúspěšné kampani proti vandalskému králi Geiserichovi v roce 468. Jeho sestrou byla Verina, manželka císaře Leona I.
Nepřátelství mezi ním a novým císařem Zenonem vyústilo v palácový převrat, při kterém Zenon uprchl a Basiliskos byl uveden na trůn. Když se Zenon vrátil z exilu a oblehl Konstantinopol, přivedla Basiliskova neschopnost a obecné nepřátelství vůči němu senát k rozhodnutí otevřít brány města jeho předchůdci a dovolit mu opět nastoupit na trůn.
Prameny uvádějí, že Basiliskos pak uprchl do bezpečí kostela, potom však vydal sebe a svou rodinu Zenonovi pod příslibem, že nebude prolita žádná krev. Zenon svůj slib dodržel: Uvěznil své zajatce do prázdné vodní nádrže, kde se později udusili.